# Jacob Siskind
Jacob Kohos Siskind (* 9. Juni 1928 in Montreal; † 17. September 2010) war ein kanadischer Musikkritiker.

## Leben und Wirken
Jacob Siskind hatte ersten Klavierunterricht bei Rose Goldblatt und war von 1939 bis 1944 Schüler von Alfred La Liberté. Von 1944 bis 1949 studierte er an der McGill University Mathematik, Physik und Musik. Er hatte hier Klavierunterricht bei Helmut Blume, Orgelunterricht bei Maitland Farmer und Kenneth Meek und Violinunterricht bei Rachel Gilbert. Außerdem studierte er am Conservatoire de musique du Québec Klavier bei Yvonne Hubert und nahm 1953 Privatunterricht bei Benno Moiseiwitsch.
Siskind begann 1945 als Musikkritiker für den McGill Daily zu schreiben und war von 1949 bis zu dessen Einstellung 1951 beim Montreal Standard tätig. Von 1950 bis 1965 gab er privaten Klavierunterricht, gab daneben zwischen 1953 und 1956 an der McGill University Kurse in Englisch und Psychologie. 1956 wurde er Theaterkritiker bei der Zeitung Montreal Star.
1966 moderierte Siskind gemeinsam mit Uriel Luft die wöchentliche Sendung der CTV Arts Calendar and Review. 1971 wurde er Kritiker für Musik, Theater und Ballett der Monreal Gazette, 1978 wechselte er in gleicher Funktion zum Ottawa Journal. Nach dessen Einstellung 1980 ging er zum Ottawa Citizen, wo er bis zu seinem Ruhestand 1993 blieb.
Nachdem Siskind verschiedentlich als Kommentator der CBC-Produktionen Sights and Sounds, New Records und Arts National gearbeitet hatte, war er zwischen 1973 und 1980 Autor und Kommentator mehrerer Musiksendungen der CBC mit Frances Wainwright, darunter Great Keyboard Performances of the 20th Century, Musically Speaking und The Art of the Interpreter.
1982 produzierte er eine fünfzehnteilige Radiosendung über die Klavierkonzerte Mozarts mit dem Pianisten des Beaux Arts Trio, Menahem Pressler, als Gast. 1988 wirkte er als musikalischer und wissenschaftlicher Berater an dem zweistündigen Dokumentarfilm Ida Haendel: A Voyage of Music über das Leben der Violinistin Ida Haendel mit, der beim Adrienne Clarkson's Summer Festival des CBC-Fernsehens gezeigt wurde.